# Гарісса (місто)
Гарісса (сом. Gaarisa; англ. Garissa) — місто на сході Кенії, центр однойменного округу.

## Клімат
Місто знаходиться у зоні, котра характеризується кліматом помірних степів та напівпустель. Найтепліший місяць — березень із середньою температурою 30.6 °C (87 °F). Найхолодніший місяць — липень, із середньою температурою 27.2 °С (81 °F).
| Клімат Гарісси          | Клімат Гарісси | Клімат Гарісси | Клімат Гарісси | Клімат Гарісси | Клімат Гарісси | Клімат Гарісси | Клімат Гарісси | Клімат Гарісси | Клімат Гарісси | Клімат Гарісси | Клімат Гарісси | Клімат Гарісси | Клімат Гарісси |
| Показник                | Січ.           | Лют.           | Бер.           | Квіт.          | Трав.          | Черв.          | Лип.           | Серп.          | Вер.           | Жовт.          | Лист.          | Груд.          | Рік            |
| Абсолютний максимум, °C | 38             | 38             | 40             | 38             | 40             | 38             | 37             | 37             | 37             | 40             | 38             | 38             | 40             |
| Середній максимум, °C   | 33             | 35             | 35             | 34             | 33             | 32             | 31             | 31             | 32             | 33             | 33             | 32             | 33             |
| Середня температура, °C | 29             | 30             | 30             | 30             | 29             | 27             | 27             | 27             | 27             | 29             | 29             | 28             | 28             |
| Середній мінімум, °C    | 24             | 25             | 25             | 25             | 25             | 23             | 22             | 22             | 22             | 24             | 25             | 24             | 24             |
| Абсолютний мінімум, °C  | 15             | 15             | 15             | 16             | 17             | 13             | 17             | 13             | 15             | 18             | 16             | 13             | 13             |
| Норма опадів, мм        | 10             | 0              | 30             | 70             | 10             | 0              | 0              | 0              | 0              | 20             | 70             | 50             | 310            |
| ----------------------- | -------------- | -------------- | -------------- | -------------- | -------------- | -------------- | -------------- | -------------- | -------------- | -------------- | -------------- | -------------- | -------------- |
| Джерело: Weatherbase    |                |                |                |                |                |                |                |                |                |                |                |                |                |

## Демографія
За даними перепису населення 2009 року населення міста становить 119 696 осіб, більшість з яких сомалійці.

## Пов'язані з містом події
2 квітня 2015 року в місті стався терористичний акт, у результаті якого 147 людей загинули і 79 були поранені. Відповідальність за напад взяло на себе сомалійське угруповання Аш-Шабаб.